# Kurangun
Koordinaten: 30° 14′ 41″ N, 51° 27′ 38″ O

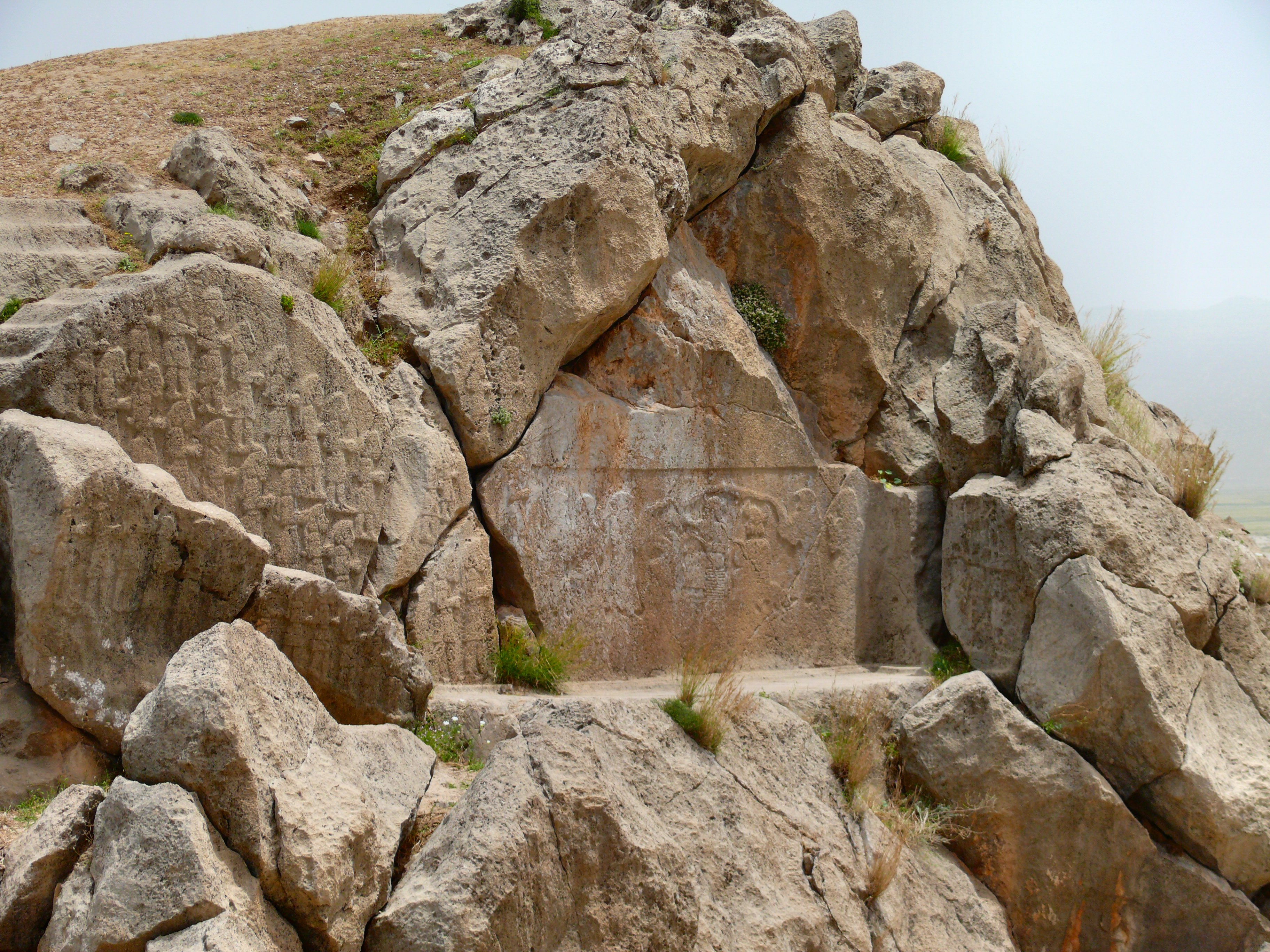
Felsrelief von Kurangun

Kurangun liegt in der iranischen Provinz Fars. Es ist der Ort eines elamischen Felsreliefs.
Das Relief zeigt einen Gott mit gehörnter Krone, der auf einem Thron sitzt. Hinter ihm sitzt eine Göttin, die in gleicher Weise gekrönt ist. Beide halten Schlangen in einer Hand. Vor und hinter den Gottheiten stehen weitere Figuren, die jedoch nur in Umrissen erhalten sind. Die Szene wird von zwei weiteren Reliefs umrahmt, die stehende Figuren zeigen. Da es keine Inschriften gibt, ist die Datierung der Reliefs umstritten. Für die zentrale Szene wird eine Einordnung um 1700 v. Chr. erwogen. Die flankierenden Reliefs datieren dagegen wohl mehr als 1000 Jahre später, ins achte oder siebente vorchristliche Jahrhundert.
Die Identifizierung der Gottheiten ist unsicher. Inšušinak und Napiriša sind vorgeschlagen worden, da es sich um das klassische Götterpaar im elamischen Götterhimmel handelt. Dies ist jedoch nicht unumstritten.